# Mathias Jensen
Mathias Jensen (* 1. ledna 1996 Jerslev) je dánský profesionální fotbalista, který hraje na pozici středního záložníka za anglický klub Brentford FC a za dánskou reprezentaci.
Jensen prošel akademií Nordsjællandu a v lednu 2015 podepsal s klubem tříletou profesionální smlouvu. V roce 2018 přestoupil do Celty Vigo, kde se však neprosadil. V červenci 2019 se připojil k Brentfordu, se kterým postoupil do nejvyšší soutěže. V roce 2017 byl vyhlášen dánským talentem roku.

## Klubová kariéra

### Nordsjælland
Mathias Jensen zahájil svou mládežnickou kariéru v klubu Hvidebæk IF a ve 14 letech se připojil k akademii FC Nordsjælland. V září 2015 debutoval v dánské Superlize proti FC Midtjylland, když mu bylo pouhých 19 let. Svůj první gól vstřelil 1. května následujícího roku při premíze 2:2 s Randers FC.
V následující sezóně se Jensen prosadil do základní sestavy, nastoupil do 22 ligových zápasů a vstřelil gól při vítězství 3:1 nad AaB. V sezóně 2016/17 pokračoval v působivých výkonech a ve 28 ligových vystoupeních vstřelil šest gólů a připsal si tři asistence. Stal se kapitánem mužstva a v roce 2017 byl vyhlášen dánským talentem roku.

### Celta Vigo
Jensenovy výkony v Nordsjællandu mu v létě 2018 vynesly přestup do španělské La Ligy do Celty Vigo. Moc toho ale v klubu neodehrál, protože ho trápila četná zranění. Ve druhé polovině sezony 2018/19 se Jensenovi podařilo nastoupit pouze v šesti zápasech, a to především kvůli konkurenci ve středu pole.

### Brentford
Mathias Jensen v červenci 2019 přišel do Brentfordu. Jensen se poprvé v dresu Brentfordu představil 3. srpna 2019 při prohře 1:0 s Birminghamem City. Jensenovy výkony na začátku sezony 2019/2020 byly působivé a rychle se prosadil jako klíčový hráč Brentfordu.
Jensen vstřelil svůj první gól za Brentford vstřelil 30. listopadu 2019 při výhře 7:0 nad Lutonem. Jensen pomohl klubu v sezóně 2019/20 pomohl zajistit si účast v play-off. V semifinále se utkali se Swansea City. Brentford první zápas prohrál 1:0; v odvetném zápase byl Jensen nejlepším hráčem zápasu a asistoval u gólu Watkinse na 1:0. Brentford po výhře 3:1 postoupil do finále proti Fulhamu. Jensen nastoupil ve středu pole vedle Christiana Nørgaarda a Joshe Dasilvy. Brentford zápas prohrál 2:1, ale Jensenovy výkony v průběhu celé sezóny upoutaly pozornost mnoha fotbalových fanoušků.
V sezóně 2020/21 hrál Jensen klíčovou roli při postupu Brentfordu do Premier League.
Jensen byl součástí základní sestavy i v nejvyšší anglické soutěži a svými výkony v sezóně 2021/22 si vysloužil povolání do dánské reprezentace.
Za svůj výkon a svůj první gól v Premier League při výhře 4:0 nad Manchesterem United 13. srpna 2022 byl odměněn oceněním pro nejlepšího hráče zápasu. Jensen podepsal 18. ledna 2022 novou smlouvu na 3 a půl roku s opcí na další rok. Trenér Thomas Frank pochválil Jensena za jeho "presingové schopnosti", "jeho defenzivní myšlení" a prohlásil, že "v této sezóně je zatím jedním z našich nejlepších hráčů".

## Reprezentační kariéra
Jensen debutoval za Dánsko v přátelském utkání proti Faerským ostrovům (výhra 4:0) 7. října 2020. 28. března 2021 vstřelil svůj první reprezentační gól při vítězství 8:0 nad Moldavskem v kvalifikaci na mistrovství světa 2022.
Jensen byl zařazen do dánského týmu pro Euro 2020 a během postupu Dánů do semifinále nastoupil jako náhradník v každém ze šesti zápasů, včetně semifinále proti Anglii.
Jensen byl zařazen i do dánského týmu pro mistrovství světa 2022, nastoupil do dvou zápasů.

## Styl hry
Jensen je všestranný záložník, který se může uplatnit jak v útoku, tak v obraně. Jeho technické schopnosti a kreativita z něj dělají cenný přínos v poslední třetině hřiště, zatímco jeho defenzivní inteligence zajišťuje, že není přítěží na vlastní polovině.

## Statistiky

### Klubové
K 18. únoru 2023
| Klub         | Sezóna  | Liga           | Liga   | Liga | Národní pohár | Národní pohár | Ligový pohár | Ligový pohár | Evropské poháry | Evropské poháry | Celkem | Celkem |
| Klub         | Sezóna  | Liga           | Zápasy | Góly | Zápasy        | Góly          | Zápasy       | Góly         | Zápasy          | Góly            | Zápasy | Góly   |
| ------------ | ------- | -------------- | ------ | ---- | ------------- | ------------- | ------------ | ------------ | --------------- | --------------- | ------ | ------ |
| Nordsjælland | 2015/16 | Superligaen    | 5      | 1    | 0             | 0             | ―            | ―            | ―               | ―               | 5      | 1      |
| Nordsjælland | 2016/17 | Superligaen    | 22     | 2    | 1             | 0             | ―            | ―            | ―               | ―               | 23     | 2      |
| Nordsjælland | 2017/18 | Superligaen    | 35     | 12   | 1             | 0             | ―            | ―            | ―               | ―               | 36     | 12     |
| Nordsjælland | 2018/19 | Superligaen    | 1      | 0    | 1             | 0             | ―            | ―            | 1               | 0               | 2      | 0      |
| Nordsjælland | Celkem  | Celkem         | 63     | 15   | 3             | 0             | ―            | ―            | 1               | 0               | 67     | 15     |
| Celta Vigo   | 2018/19 | La Liga        | 6      | 0    | 0             | 0             | ―            | ―            | ―               | ―               | 6      | 0      |
| Brentford    | 2019/20 | Championship   | 42     | 1    | 0             | 0             | 1            | 0            | ―               | ―               | 43     | 1      |
| Brentford    | 2020/21 | Championship   | 48     | 2    | 1             | 0             | 4            | 0            | ―               | ―               | 53     | 2      |
| Brentford    | 2021/22 | Premier League | 31     | 0    | 1             | 0             | 3            | 0            | ―               | ―               | 35     | 0      |
| Brentford    | 2022/23 | Premier League | 23     | 3    | 1             | 0             | 1            | 0            | ―               | ―               | 25     | 3      |
| Brentford    | Celkem  | Celkem         | 144    | 6    | 3             | 0             | 9            | 0            | ―               | ―               | 156    | 6      |
| Celkem       | Celkem  | Celkem         | 213    | 21   | 6             | 0             | 9            | 0            | 1               | 0               | 229    | 21     |

### Reprezentační
K 30. listopadu 2022
| Dánsko | Dánsko | Dánsko |
| Rok    | Zápasy | Góly   |
| ------ | ------ | ------ |
| 2020   | 4      | 0      |
| 2021   | 11     | 1      |
| 2022   | 7      | 0      |
| Celkem | 22     | 1      |

#### Reprezentační góly
| Gól | Datum           | Místo                      | Soupeř    | Skóre | Výsledek | Soutěž                                |
| --- | --------------- | -------------------------- | --------- | ----- | -------- | ------------------------------------- |
| 1.  | 28. března 2021 | MCH Arena, Herning, Dánsko | Moldavsko | 5:0   | 8:0      | Kvalifikace na Mistrovství světa 2022 |

## Ocenění

#### Individuální
- Dánský talent roku: 2017[7]
- Hráč roku Nordsjællandu: 2017/18[6]